# Scincella rara
Scincella rara is een hagedis uit de familie skinken (Scincidae).

## Naam en indeling
De wetenschappelijke naam van de soort werd voor het eerst voorgesteld door Ilya Sergeevich Darevsky & Nikolai Lutseranovich Orlov in 1997. De oorspronkelijke wetenschappelijk naam was Paralipinia rara, en de soort behoorde lange tijd tot het monotypische geslacht Paralipinia. Hierdoor wordt de oorspronkelijke wetenschappelijke naam in de literatuur nog gebruikt.

## Verspreiding en habitat
Scincella rara komt voor in Azië en is endemisch in Vietnam, en dan alleen in de zuidelijke provincie Gia Lai. De habitat bestaat uit bossen in laaglanden. De skink is een klimmende soort die in bomen en struiken leeft.

## Beschermingsstatus
Door de internationale natuurbeschermingsorganisatie IUCN is de beschermingsstatus 'onzeker' toegewezen (Data Deficient of DD).